# The Sun Shines Here: The Roots of Indie Pop 1980–1984
The Sun Shines Here: The Roots of Indie Pop 1980–1984 es una caja recopilatoria, la cual presenta un total de 74 canciones artísticas del género indie pop de los años 1980. Fue publicado el 29 de octubre de 2021 a través de Cherry Red Records.

## Lista de canciones
| Disco uno |                                             |                                |          |  |
| N.º       | Título                                      | Artista                        | Duración |  |
| 1.        | «Better Scream»                             | Wah! Heat                      | 3:20     |  |
| 2.        | «Read it in Books»                          | The Teardrop Explodes          | 2:19     |  |
| 3.        | «The Lonely Spy»                            | Lori and the Chameleons        | 3:27     |  |
| 4.        | «Love Song»                                 | Scars                          | 3:14     |  |
| 5.        | «Mary Millington»                           | Disco Zombies                  | 4:18     |  |
| 6.        | «Twist and Shout»                           | Mo-dettes                      | 2:28     |  |
| 7.        | «Young Man (Seeks Interesting Job)»         | It's Immaterial                | 2:56     |  |
| 8.        | «Freetime»                                  | Manicured Noise                | 3:38     |  |
| 9.        | «Sweetie»                                   | The Chefs                      | 3:38     |  |
| 10.       | «It's Kinda Funny»                          | Josef K                        | 3:44     |  |
| 11.       | «It's Obvious»                              | Au Pairs                       | 5:45     |  |
| 12.       | «Step Close Now»                            | Dolly Mixture                  | 1:58     |  |
| 13.       | «Stop That Girl»                            | Vic Godard and the Subway Sect | 3:02     |  |
| 14.       | «Debbie Harry»                              | Family Fodder                  | 3:12     |  |
| 15.       | «Mutilate»                                  | Ludus                          | 2:33     |  |
| 16.       | «Go for Gold!»                              | Girls at Our Best!             | 3:23     |  |
| 17.       | «Fanfare in the Garden»                     | Essential Logic                | 3:06     |  |
| 18.       | «Ten Don'ts for Honeymooners»               | The Monochrome Set             | 2:54     |  |
| 19.       | «20th Century Composites»                   | Art Objects                    | 2:44     |  |
| 20.       | «Transit»                                   | The Lines                      | 2:47     |  |
| 21.       | «Cake Shop Girl»                            | Jowe Head                      | 2:30     |  |
| 22.       | «God Forbid»                                | The Wild Swans                 | 3:10     |  |
| 23.       | «Insects»                                   | Altered Images                 | 3:31     |  |
| 24.       | «Everybody's Somebody's Fool» (Demo)        | The Bluebells                  | 2:47     |  |
| 25.       | «Don't Let Your Son Grow Up to Be a Cowboy» | Jazzateers                     | 3:05     |  |

| Disco dos |                                     |                            |          |  |
| N.º       | Título                              | Artista                    | Duración |  |
| 1.        | «The “Sweetest Girl”»               | Scritti Politti            | 5:05     |  |
| 2.        | «Inside Out»                        | The Nightingales           | 3:02     |  |
| 3.        | «The View from Her Room»            | Weekend                    | 4:05     |  |
| 4.        | «On My Mind»                        | Everything but the Girl    | 3:10     |  |
| 5.        | «Wait»                              | Blue Orchids               | 3:54     |  |
| 6.        | «Radio Love»                        | Prefab Sprout              | 4:06     |  |
| 7.        | «Here Comes the Holidays»           | Joni Dee and the Times     | 3:32     |  |
| 8.        | «Whatever Is He Like?»              | The Farmer's Boys          | 3:19     |  |
| 9.        | «Just a Girl»                       | The Pale Fountains         | 4:23     |  |
| 10.       | «Running Away»                      | The Raincoats              | 2:49     |  |
| 11.       | «Crashing Down»                     | The Gift                   | 4:02     |  |
| 12.       | «Simply Couldn't Care»              | Tracey Thorn               | 2:47     |  |
| 13.       | «Hello Rascals»                     | Microdisney                | 2:44     |  |
| 14.       | «You'll Never Never Know»           | Dislocation Dance          | 2:28     |  |
| 15.       | «Wouldn't You?»                     | The Laughing Apple         | 2:17     |  |
| 16.       | «Puffa Train»                       | The Cinematics             | 3:26     |  |
| 17.       | «Sun Brings Smiles»                 | In Embrace                 | 3:19     |  |
| 18.       | «Involved with Love»                | The Daintees               | 2:31     |  |
| 19.       | «Chalk Circle»                      | Five or Six                | 4:23     |  |
| 20.       | «Hold Me»                           | Trixie's Big Red Motorbike | 1:37     |  |
| 21.       | «Big Sister (It's Probably Better)» | The Gymslips               | 2:22     |  |
| 22.       | «On Box Hill»                       | Ben Watt                   | 2:24     |  |
| 23.       | «That Fink, Jazz-Me-Blues Boy»      | Marine Girls               | 1:34     |  |
| 24.       | «The Difference Is»                 | Del Amitri                 | 4:50     |  |

| Disco tres |                            |                           |          |  |
| N.º        | Título                     | Artista                   | Duración |  |
| 1.         | «State of Art»             | Friends Again             | 3:56     |  |
| 2.         | «There Was…»               | Pulp                      | 3:32     |  |
| 3.         | «I Want to Be with You»    | Jane & Barton             | 3:43     |  |
| 4.         | «Got to Be There»          | Swallow Tongue            | 3:39     |  |
| 5.         | «You're My Kind of Girl»   | The Page Boy              | 3:00     |  |
| 6.         | «Judy's Toy Box»           | The Jetset                | 2:26     |  |
| 7.         | «Hip Hip»                  | Hurrah!                   | 3:03     |  |
| 8.         | «Fifty Years of Fun»       | Biff Bang Pow!            | 1:55     |  |
| 9.         | «In the Rain»              | The June Brides           | 3:56     |  |
| 10.        | «In the Afternoon»         | The Revolving Paint Dream | 3:40     |  |
| 11.        | «Tangled Up in Blue»       | The Brilliant Corners     | 2:09     |  |
| 12.        | «Bias Binding»             | Yeah Yeah Noh             | 1:57     |  |
| 13.        | «Abandon Ship»             | April Showers             | 3:40     |  |
| 14.        | «Sophisticated Boom Boom»  | The Twinsets              | 2:52     |  |
| 15.        | «Jump»                     | Aztec Camera              | 2:50     |  |
| 16.        | «Caprice»                  | The Ringing               | 2:43     |  |
| 17.        | «Music to Watch Girls By»  | The Higsons               | 2:50     |  |
| 18.        | «Winter»                   | The Loft                  | 3:04     |  |
| 19.        | «Ghost of a Young Man»     | The Jasmine Minks         | 3:42     |  |
| 20.        | «Waiting for My Man»       | The Wee Cherubs           | 4:48     |  |
| 21.        | «I'm Used Now»             | Grab Grab the Haddock     | 3:18     |  |
| 22.        | «Million Tears»            | The Pastels               | 2:53     |  |
| 23.        | «Crystal Clear»            | St. Christopher           | 3:18     |  |
| 24.        | «Paint Yourself a Rainbow» | The Suede Crocodiles      | 3:29     |  |
| 25.        | «Upside Down»              | The Jesus and Mary Chain  | 3:00     |  |

## Posicionamiento
| Gráfica (2021)                     | Pico de posición |
| ---------------------------------- | ---------------- |
| Reino Unido (UK Compilation Chart) | 29               |